# Davidovac, Vranje
Davidovac (izvirno srbsko Давидовац) je naselje v Srbiji, ki upravno spada pod Mesto Vranje; slednja pa je del Pčinjskega upravnega okraja.

## Demografija
V naselju živi 395 polnoletnih prebivalcev, pri čemer je njihova povprečna starost 39,6 let (37,5 pri moških in 42,1 pri ženskah). Naselje ima 144 gospodinjstev, pri čemer je povprečno število članov na gospodinjstvo 3,49.
To naselje je, glede na rezultate popisa iz leta 2002, večinoma srbsko, a v času zadnjih 3 popisov je opazen porast števila prebivalcev.
|  |

| Demografija | Demografija     | Demografija     |
| Leto        | Št. prebivalcev | Št. prebivalcev |
| ----------- | --------------- | --------------- |
|             |                 |                 |
|             |                 |                 |
|             |                 |                 |
|             |                 |                 |
| 1948        | 336             |                 |
| 1953        | 359             |                 |
| 1961        | 475             |                 |
| 1971        | 393             |                 |
| 1981        | 476             |                 |
| 1991        | 491             | 478             |
| 2002        | 513             | 502             |
|             |                 |                 |

| Etnična sestava po popisu iz leta 2002 | Etnična sestava po popisu iz leta 2002 | Etnična sestava po popisu iz leta 2002 | Etnična sestava po popisu iz leta 2002 | Etnična sestava po popisu iz leta 2002 |
| -------------------------------------- | -------------------------------------- | -------------------------------------- | -------------------------------------- | -------------------------------------- |
| Srbi                                   | Srbi                                   |                                        | 500                                    | 99,60%                                 |
| Črnogorci                              | Črnogorci                              |                                        | 1                                      | 0,19%                                  |
| Neznano                                | Neznano                                |                                        | 0                                      | 0,0%                                   |